# L'Enseignement du Dalaï-Lama
L'Enseignement du Dalaï-Lama  édité une première fois sous le titre Enseignements essentiels en 1976, est un ouvrage du  14e dalaï-lama publié en 1987 . Le livre a été traduit en anglais sous le titre Essential Teachings. 

## Résumé
L'ouvrage comporte plusieurs chapitres. 
Le Chemin du Bodhisattva est un enseignement que le dalaï-lama donna en 1974 lors d'une initiation de Kalachakra devant 100 000 Tibétains réfugiés en Inde, au Népal, au Sikkim, au Bhoutan, en Europe et aux États-Unis, et devant des Occidentaux. Donné en tibétain, il fut traduit en français par Georges Dreyfus, Anne Ansermet, Gonsar Tulku Rinpoché.
Les Trente-Sept Pratiques des Fils de Bouddha est un exposé basé sur un texte composé par Thokmé Zangpo dans une caverne près de Ngulchu Chodzong au Tibet, où le dalaï-lama résume la pratique du dharma dans le Mahayana, avec pour thème principal la Bodhicitta, ou esprit d'éveil, le souhait de devenir un bouddha pour aider tous les êtres, et dont le second aspect est de développer aide, amour et compassion envers tous les êtres. 
Dans La Clef du Madhyamika, il expose la voie du milieu de Nagarjuna, interprétée par Chandrakirti et d'autres maîtres de la tradition Prasaṅgika (en). Selon cette vue, les phénomènes se sont ni non existants, ni existants indépendamment.

## Référence
1. ↑  Georges Dreyfus, Anne Ansermet, Introduction, L'Enseignement du Dalaï-Lama